# Gehlsdorf (Genthin)
Gehlsdorf ist ein Ortsteil der Ortschaft Paplitz der Stadt Genthin im Landkreis Jerichower Land in Sachsen-Anhalt.

## Geographie
Der Ortsteil liegt am südlichen Rand der Niederungslandschaft Fiener Bruch, umgeben von landwirtschaftlichen Flächen. Südwestlich des Ortsteiles beginnen die Waldflächen des Hohen Flämings. Die Auffahrt zur Autobahn 2 (Magdeburg – Berlin) ist 9,9 Kilometer entfernt. Östlich des Ortes verläuft die Grenze zum Land Brandenburg. 
Die Ortschaft Paplitz liegt 2,4 Kilometer nördlich des Ortsteiles. Südlich verläuft die Autobahn 2.

## Geschichte
Mit der Eingemeindung der ehemaligen Gemeinde Paplitz am 1. Juli 2009 nach Genthin wurde auch Gehlsdorf nach Genthin eingemeindet.

## Einwohnerzahlen
2013 hatte Gehlsdorf 10 Einwohner.